# غاز بركاني

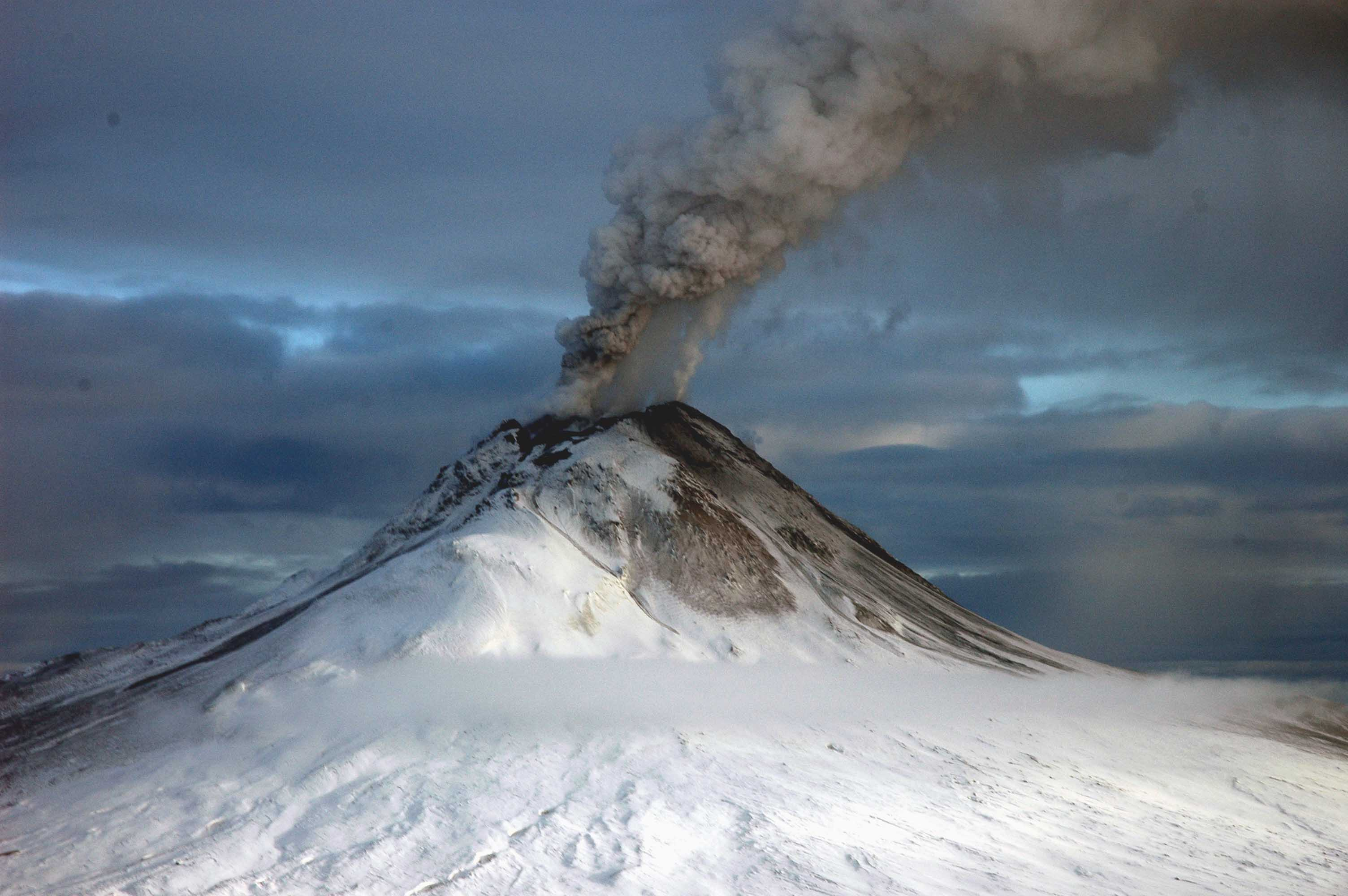
غازات بركانية تنبعث للجو مع غبار وتفرا أثناء ثوران بركان أوغسطينوس عام 2006.

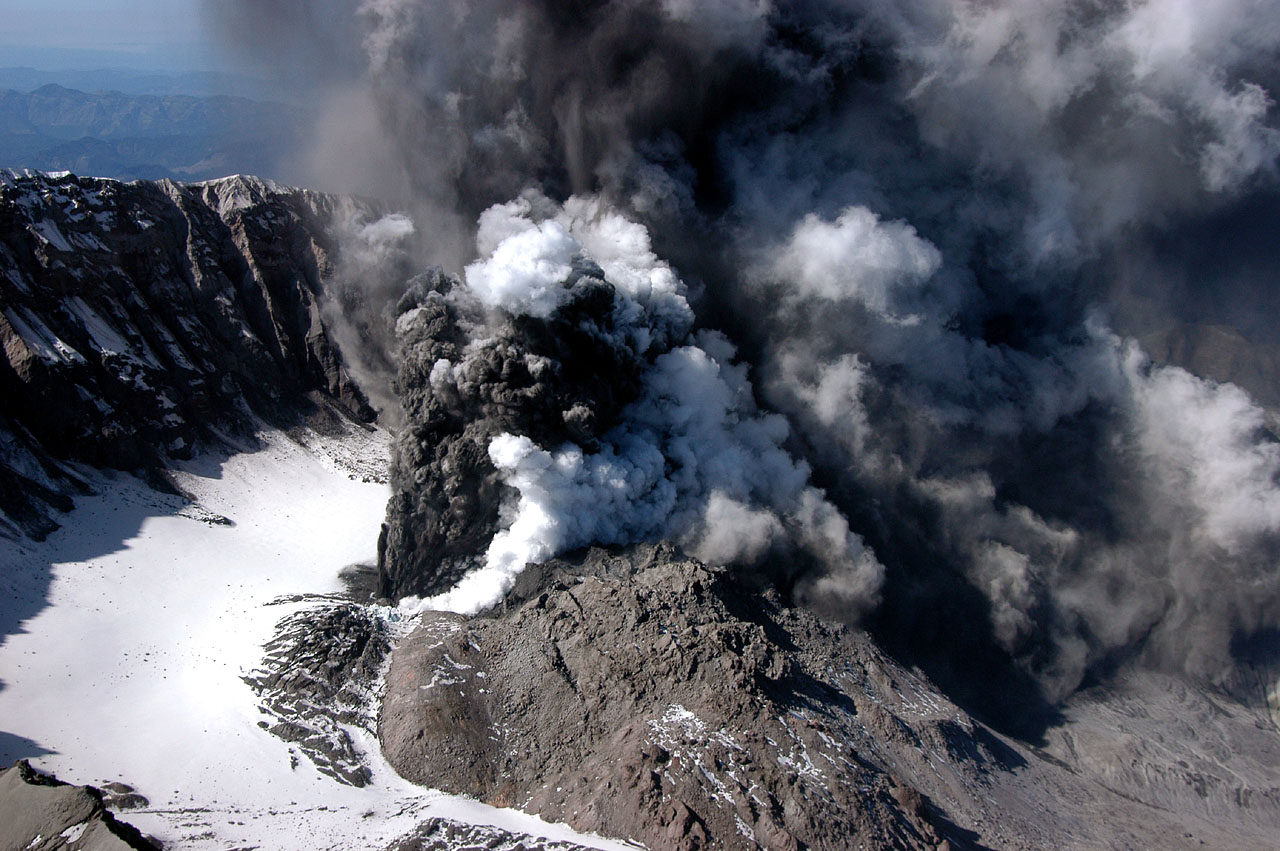
ثوران بركان سانت هيلين

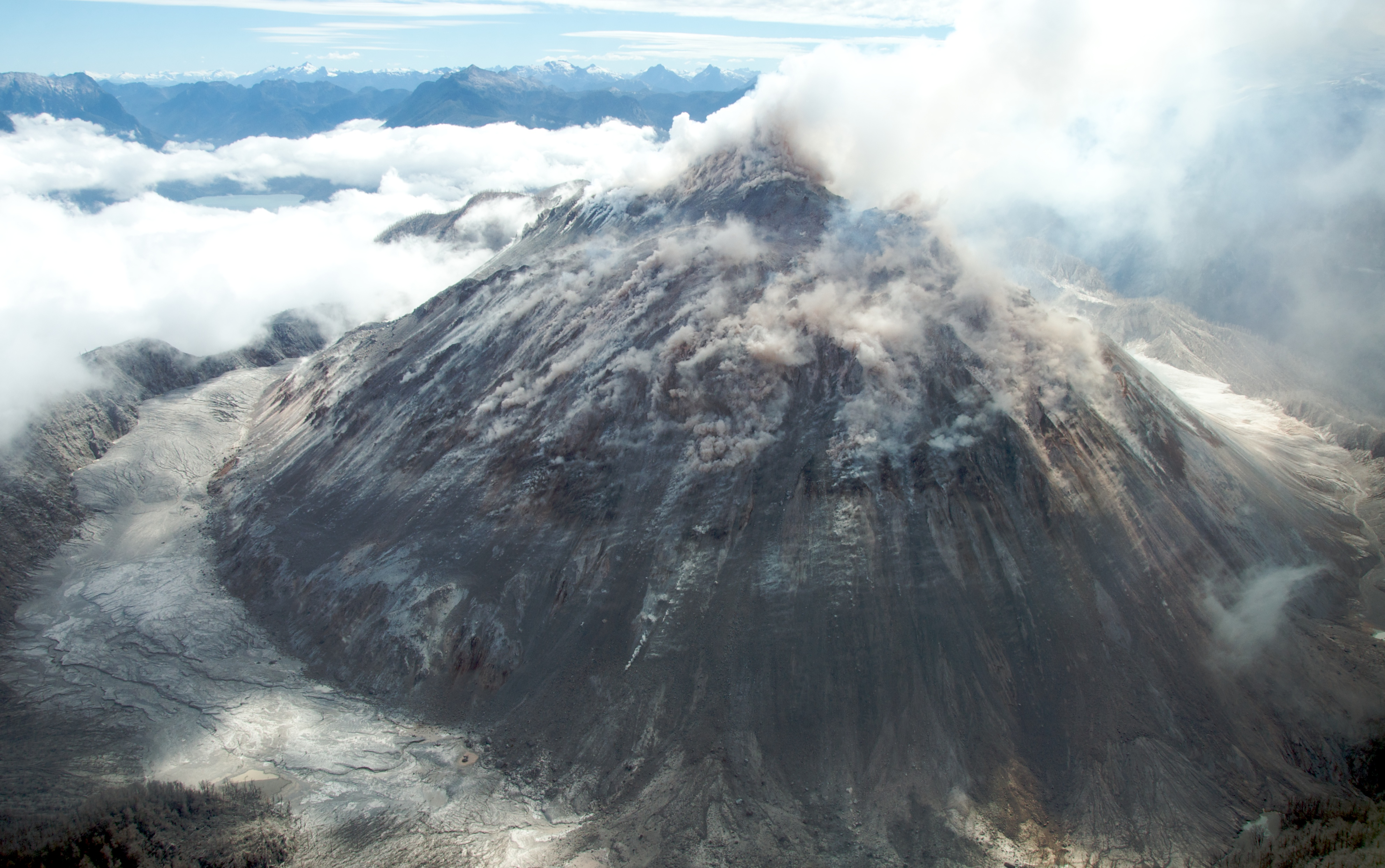
صورة قبة لابية من الريوليت لفوهة تشاتين البركانية أثناء ثوران 2008-2010.

تشمل الغازات البركانية مجموعة متنوعة من المواد المنبعثة من البراكين النشطة (أو الهامدة، في بعض الأحيان). وتشمل الغازات المحبوسة في تجاويف (حويصلات) الصخور البركانية، أو الغازات الذائبة أو المتفككة في الصهارة والحمم، أو الغازات المنبثقة من الحمم مباشرة أو خلال سخونة الماء الجوفي نتيجة البراكين بشكل غير مباشر.
تشمل مصادر الغازات البركانية على الأرض ما يلي:
- المكونات البدائية والمعاد تدويرها من دثار الأرض،
- المكونات المماثلة من القشرة الأرضية،
- الماء الجوفي وغلاف الأرض الجوي.

المواد التي قد تصبح غازية أو تنبعث منها غازات عند تسخينها تسمى المواد الطيارة.

## غازات الصهارة والغازات البركانية عالية الحرارة
تنبعث الغازات من الصهارة خلال المكونات المتطايرة لتصل لتلك التركيزات العالية في الصهارة الأساسية بحيث تتبخر. (من الناحية الفنية، هذا من شأنه أن يوصف بأنه تفكك وتراكم للغازات عند بلوغ فرط التشبع الزائد لهذه المكونات في المحلول المضيف (ذائب الصهارة)، وفقدهم التالي من المضيف بواسطة الانتشار والفصل المرحلي إلى فقاعات). الصخر المنصهر (سواء الصهارة أو الحمم) بالقرب من غلاف الأرض الجوي يطلق غازًا بركانيًا عالي ا لحرارة (> 400 درجة مئوية).
في الثوران البركاني المتفجر، قد يسبب الانطلاق المفاجئ للغازات حركات سريعة للصخر المنصهر. وعند مواجهة الصهارة للماء، أو ماء البحر، أو ماء البحيرات، أو الماء الجوفي، فيمكن أن تتجزأ بسرعة. ويعتبر التوسع السريع للغازات هو الآلية المحركة لأغلب الثورات البركانية المتفجرة. وبالرغم من ذلك، فإن جزءًا كبيرًا من انطلاق الغاز البركاني يحدث أثناء مراحل الخمود شبه المستمرة للبركانية النشطة.
وكانت البراكين ولا زالت تؤثر على طبقات الغلاف الجوي، وتساعد على تقليل الحرارة الخارجة من الأرض

## الغازات البركانية منخفضة الحرارة والأنظمة الحرارية المائية
إذا واجه غاز الصهارة المتجه لأعلى ماءً جويًا في طبقة جوفية، يتم إنتاج البخار. ويمكن أيضًا لحرارة الصهارة الكامنة أن تسبب صعود الماء الجوي في مرحلة بخار. ويمكن لتفاعل الصخور والسوائل الممتد لهذا الخليط الساخن أن يرشح المكونات خارج صخور الصهارة المبردة وكذلك صخور المنطقة، مسببًا تغييرات في الحجم، وتحولات للمرحلة، وتفاعلات، وبالتالي زيادة في القوة الأيونية للسائل المترشح لأعلى. وتقلل هذه العملية أيضًا الأس الهيدروجيني للسائل. وكذلك يمكن أن يسبب التبريد فصلاً مرحليًا وترسيبًا للمعادن، مصحوبًا بتحول تجاه ظروف أكثر تقليلاً للمعدل. وبالنسبة للتعبير السطحي لتلك الأنظمة الحرارية المائية، فإن الغازات البركانية منخفضة الحرارة (درجة مئوية) تتصاعد كخليط من الغازات والأبخرة أو في صورة مسالة في الينابيع الحارة.

## Composition

Schematic draw of volcanic eruption

المكونات الأساسية للغازات البركانية هي بخار الماء، و (H2O)،وثاني أكسيد الكربون (CO2)،والكبريت سواء ثاني أكسيد الكبريت (SO2) (غازات بركانية عالية الحرارة) أو كبريتيد الهيدروجين (H2S) (غازات بركانية منخفضة الحرارة)،والنيتروجين،والأرغون ،والهيليوم ،والنيون،والميثان،وأول أكسيد الكربون،والهيدروجين. ومن المركبات الأخرى التي تم اكتشافها في الغازات البركانية الأكسجين (جوي)، وكلوريد الهيدروجين، وفلوريد الهيدروجين، وبروميد الهيدروجين، وأكسيد النيتروجين (NOx)، وسداسي فلوريد الكبريت، وكبريتيد الكربونيل، والمركبات العضوية. وتشمل المركبات الغريبة ميثيل الزئبق، والهاليدات العضوية (بما في ذلك، CFC)، وجذور أكسيد الهالوجين.
تختلف الغازات بشكل كبير من بركان لآخر. ويعتبر بخار الماء هو الغاز البركاني الأكثر شيوعًا باستمرار، والذي يمثل عادة أكثر من 60% من إجمالي الانبعاثات. ويشكل ثاني أكسيد الكربون عادة من 10 إلى 40% من الانبعاثات.
البراكين التي تقع في حدود صفيحة متقاربة تطلق بخار الماء والكلور أكثر من البراكين التي تقع على حدود نقطة ساخنة أو صفيحة متباعدة. ويحدث هذا من خلال إضافة ماء البحر إلى الصهارة التي تكونت في منطقة اندساس. ويكون لبراكين حدود الصفائح المتقاربة أيضًا نسب أعلى من H2O/H2، وH2O/CO2، وCO2/He، وN2/He أكثر من براكين حدود نقطة الساخنة أو صفيحة متباعدة

## الاستشعار والجمع والقياس
تم جمع الغازات البركانية وتحليلها منذ فترة طويلة في 1790 بواسطة عالم الجيولوجيا سكيبيون بريسلاك في إيطاليا.
يمكن استشعار الغازات البركانية (قياسها في الموقع) أو أخذ عينة لمزيد من التحليل. يمكن أن يكون استشعار الغاز البركاني:
- داخل الغاز عن طريق أجهزة الاستشعار الكهروكيميائية وخلايا الغاز المتدفقة خلالمطيافية الأشعة تحت الحمراء
- خارج الغاز عن طريق المطيافية الأرضية أو المحمولة جوًا البعيدة (مثل COSPEC، وFLYSPEC، وDOAS، وFTIR)

يتم عادة أخذ عينات الغاز البركاني بطريقة في قارورة تم تفريغها بمحلول كاوٍ ، كان أول من استخدمها روبرت بنسن (1811-1899) ثم عدلها الكيميائي الألماني فرنر جيجنباك (1937-1997)، يطلق عليها اسم قنينة جيجنباك. وتشمل الأساليب الأخرى الجمع في حاويات فارغة، التدفق خلال أنابيب زجاجية، في زجاجات غسيل الغاز (أجهزة غسل الغاز المبردة)، على عبوات الترشيح المشربة بالغاز، على أنابيب الامتزاز الصلبة.
تشمل التقنيات التحليلية لعينات الغاز الاستشراب الغازي بالكشف الناقل للحرارة (TCD)، والكشف عن التأين بالحرق (FID)، ومطيافية الكتلة (GC-MS) للغازات، والتقنيات الكيميائية الرطبة المتنوعة للأنواع المنحلة (مثل المعايرة الحمضية لثاني أكسيد الكربون CO2المنحل، و كروماتوجرافيا التبادل الأيوني للكبريتات، والكلوريد، والفلوريد). يتم تحديد المعادن الأثارية، والتركيب العضوي والنظائري عادة من خلال الأساليب المطيافية المختلفة للكتلة.

## الغازات البركانية ورصد البراكين
المقال الرئيسي: التنبؤ بنشاط بركاني
قد تبين مكونات معينة للغازات البركانية علامات مبكرة جدًا لظروف متغيرة في عمق البركان، مما يجعلها أداة قوية للتنبؤ بثوران وشيك. وباستخدام ذلك مع بيانات الرصد عن الزلازل والتحرف، يكتسب الرصد المترابط كفاءة كبيرة. ويعتبر رصد الغازات البركانية أداة قياسية لأي مرصد بركان. ولكن لسوء الحظ، فإن البيانات التركيبية الأكثر دقة لا تزال تتطلب حملات ميدانية خطيرة لأخذ عينات. ومع ذلك، فقد تقدمت تقنيات الاستشعار عن بعد بشكل كبير خلال فترة التسعينيات.

## المخاطر
كانت الغازات البركانية مسؤولة مباشرة عن ما يقرب من 3% من جملة وفيات البشر بسبب البراكين بين عامي 1900 و 1986. وبعض الغازات البركانية يؤدي للوفاة بسبب التآكل الحمضي، وبعضها يؤدي للوفاة بسبب الاختناق. تنبعث غازات الدفيئة، ثاني أكسيد الكربون، من البراكين، وتمثل ما يقرب من 1% من الإجمالي العالمي السنوي. تتفاعل بعض الغازات البركانية بما في ذلك ثاني أكسيد الكبريت، وكلوريد الهيدروجين، وكبريتيد الهيدروجين، وفلوريد الهيدروجين مع جزيئات أخرى في الغلاف الجوي وتكون الضبوب.